# Arnold Arčon
Arnold Arčon, slovenski operni pevec, * 7. julij 1905, Bukovica, Renče - Vogrsko, † (?).
Rodil se je v družini mizarja Alberta Arčona in Zofije Batistič. Osnovno šolo je obiskoval v rojstnem kraju, nato pa se je v Renčah v obrtno-mizarski šoli izučil za mizarja. Do leta 1925 je bil doma. Solopetja se je učil pri Viktoriji Dolenc Gollmayer. Družil se je z Jožkom Bratužem, s katerim sta skupaj pela. Leta 1930 je odšel v Ljubljano. Tu je na konservatoriju nadaljeval s študijem petja in leta 1933 postal član zbora ljubljanske operne hiše. Posamezne vloge pa je začel peti v gledališki sezoni 1940/1941. V operi je nastopal vse do leta 1962. Že v mladosti je v Bukovici deloval na kulturno-prosvetnem področju, bil je pevec v zboru, nastopal kot solist in občasno tudi dirigent. Po vojni je v rojstnem kraju vodil mešani pevski zbor, nastopal kot solist in tudi režiral. To delo je ob zaposlitvi vršil predvsem v poletnih mesecih, ko je bil na dopustu.